# Michael P. Cava
Michael Patrick Cava (* 13. Februar 1926 in Brooklyn; † 29. September 2010) war ein US-amerikanischer Chemiker (Organische Chemie).
Cava studierte an der Harvard University mit dem Bachelor-Abschluss 1946 und an der University of Michigan mit dem Master-Abschluss 1948 und der Promotion 1951 bei André Samuel Dreiding, der die Betreuung der Doktorarbeit nach dem plötzlichen Tod von Werner E. Bachmann übernommen hatte, mit dem Thema Studies on the degradation of neoergosterol and related substances und war danach Post-Doktorand in Harvard bei Robert B. Woodward. 1953 wurde er Assistant Professor und dann Professor an der Ohio State University, 1965 an der Wayne State University, 1969 an der University of Pennsylvania und 1985 an der University of Alabama.
Er befasste sich mit organischer Chemie von Naturprodukten, organischer Chemie mit Schwefel, Selen und Tellur und gespannten Ringsystemen. Er ist auch als Ko-Autor eines Lehrbuchs der Organischen Chemie bekannt.

## Schriften
- mit Allinger, de Jongh, Johnson, Lebel, Stevens: Organische Chemie, 1. Auflage, Walter de Gruyter, Berlin 1980, ISBN 3-11-004594-X.